# بازتوانی سرزمین

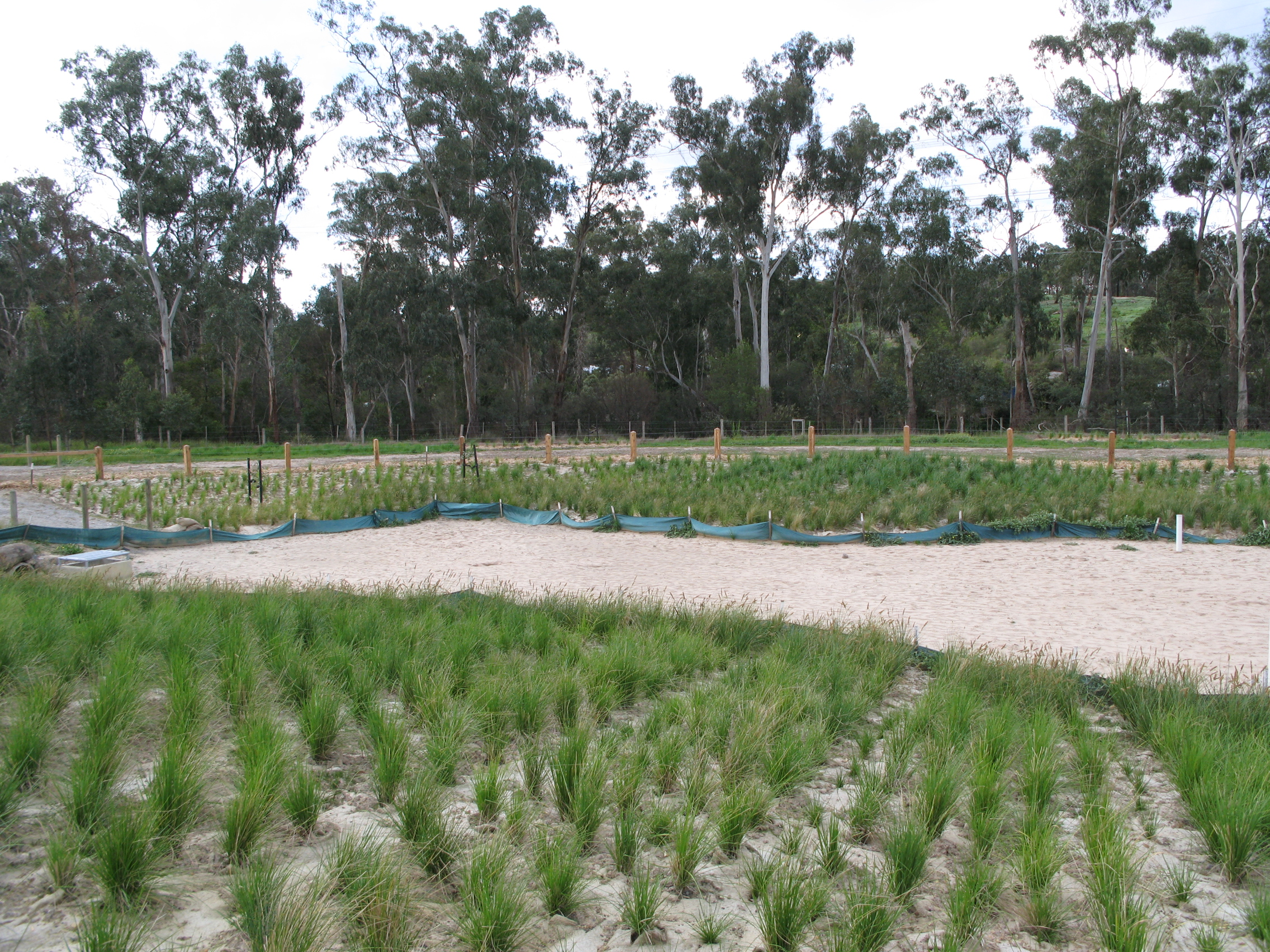
تالاب تازه ساخته‌شده در استرالیا، در زیستگاهی که در گذشته برای کشاورزی استفاده می‌شد.

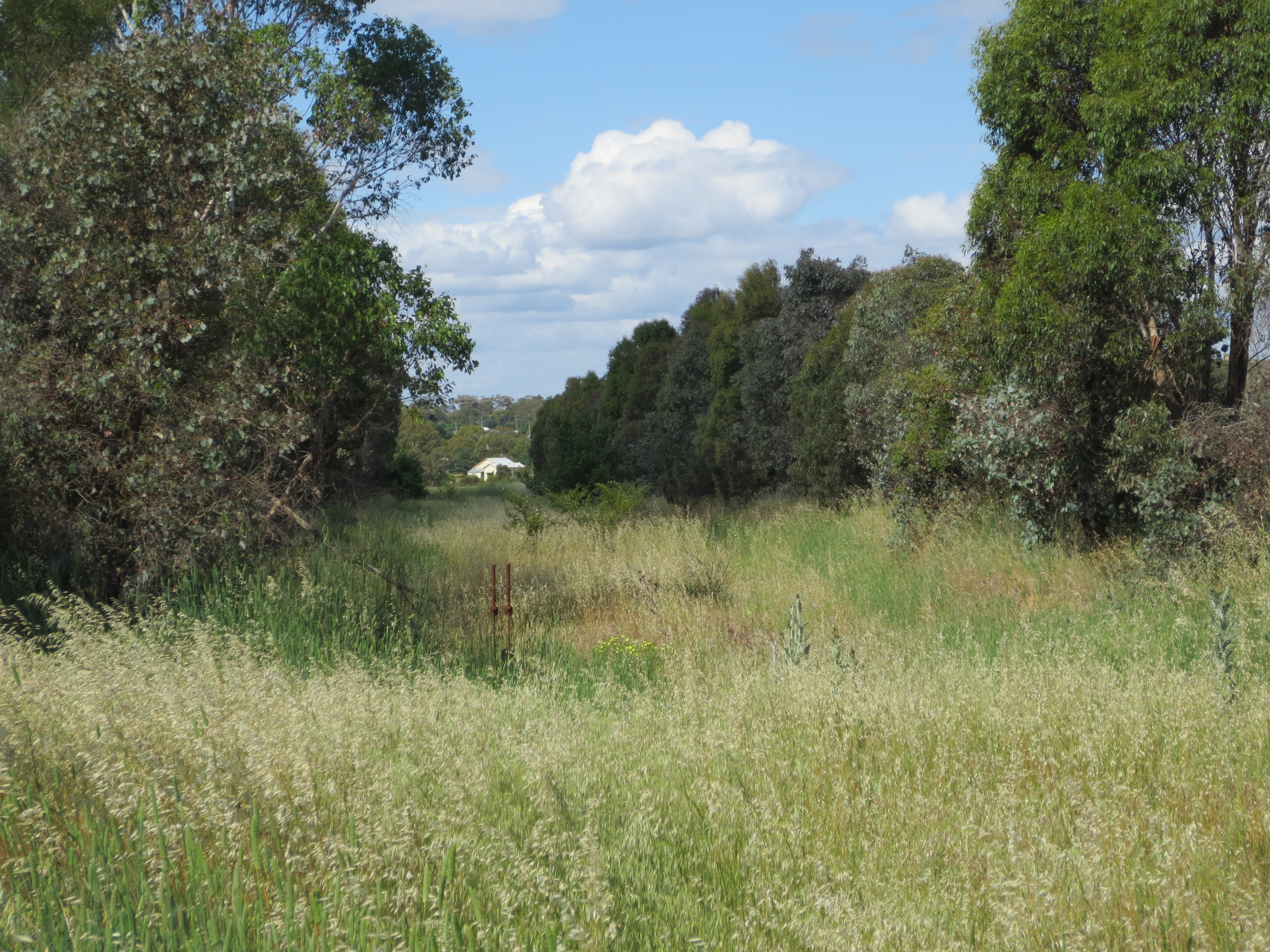
زیستگاه بازسازی‌شده برای طوطی والا در خط ریلی متروک Boorowa

بازتوانی سرزمین (به انگلیسی: Land rehabilitation) به عنوان بخشی از پاکسازی زیست‌محیطی، به فرایند بازگرداندن زمین در یک منطقه معین به درجاتی از وضعیت پیشین خود، پس از آنکه فرآیندی (از صنعت، رخدادهای طبیعی و دیگر) منجر به آسیب به آن شده‌است، گفته می‌شود. بسیاری از پروژه‌ها و توسعه‌ها، به عنوان مثال معدن‌کاری، کشاورزی و جنگلداری منجر به دگرگونی سرزمین می‌شوند.

## نمونه‌هایی از اقدامات بازتوانی
منطقه بهره‌برداری باید پس از پایان کار، تحت بازتوانی قرار گیرد.
- محل‌های دفن زباله‌ها برای صاف کردن آنها و تثبیت بیشتر آنها در برابر فرسایش، هم‌تراز می‌شوند.
- اگر سنگ معدن حاوی سولفید باشد، معمولاً با یک لایه خاک رس پوشانده می‌شود تا از دسترسی باران و اکسیژن هوا جلوگیری شود که می‌تواند سولفیدها را اکسید کرده و اسید سولفوریک تولید کند.
- محل‌های دفن زباله با خاک سطحی پوشیده شده و پوشش گیاهی برای کمک به استحکام مواد کاشته می‌شود.
- زباله‌ها معمولاً حصارکشی می‌شوند تا از پوشش گیاهی دام جلوگیری شود.
- سپس برای جلوگیری از دسترسی، گودال روباز با حصاری احاطه می‌شود و معمولاً در نهایت با آب‌های زیرزمینی پر می‌شود.
- سدهای باطله را رها می‌کنند تا تبخیر شوند، سپس با سنگ‌های نخاله و پوکه، در صورت نیاز خاک رس و خاک می‌پوشانند که برای تثبیت آن گیاهان کاشته می‌شود.